# Arestin beta 1
Arestin beta 1, ARRB1, je protein koji je čoveka kodiran ARRB1 genom.

## Funkcije
Za članove arestin/beta-arestin proteinske familije se smatra da učestvuju u agonistima posredovanoj desenzitizaciji G protein-spregnutih receptora i uzrokuju specifično prigušivanje ćelijskog responsa na stimuluse kao što su hormoni, neurotransmitera, ili senzorski signali. Arrestin beta 1 je citosolni protein koji deluje kao kofaktor u beta-adrenergičkom receptorskom kinazom posredovanoj desenzitizaciji beta-adrenergičkog receptora. Pored centralnog nervnog sistema, on je izražen u visokim nivoima u perifernim krvnim leukocitima, i stoga se za BARK/beta-arestinski sistem da ima značajnu ulogu u regulaciji receptorom-posredovanih imunskih funkcija. Alternativno splajsovani transkripti kodiraju različite izoforme arestina beta 1. One su bile opisane, međutim, njihove precizne funkcije nisu poznate.

## Interakcije
Za arestin beta 1 je bilo pokazano da interaguje sa delta opioidnim receptorom, , paratiroidnom hormonu srodnim proteinom, , , DVL2 i Mdm2.

## Literatura
- Lefkowitz RJ (1998). „G protein-coupled receptors. III. New roles for receptor kinases and beta-arrestins in receptor signaling and desensitization.”. J. Biol. Chem. 273 (30): 18677—80. PMID 9668034. doi:10.1074/jbc.273.30.18677.
- Lohse MJ; Benovic JL; Codina J (1990). „beta-Arrestin: a protein that regulates beta-adrenergic receptor function.”. Science. 248 (4962): 1547—50. PMID 2163110. doi:10.1126/science.2163110.
- Calabrese G; Sallese M; Stornaiuolo A (1995). „Assignment of the beta-arrestin 1 gene (ARRB1) to human chromosome 11q13.”. Genomics. 24 (1): 169—71. PMID 7896272. doi:10.1006/geno.1994.1594.
- Parruti G; Peracchia F; Sallese M (1993). „Molecular analysis of human beta-arrestin-1: cloning, tissue distribution, and regulation of expression. Identification of two isoforms generated by alternative splicing.”. J. Biol. Chem. 268 (13): 9753—61. PMID 8486659.
- Iacovelli L, Franchetti R, Masini M, De Blasi A (1997). „GRK2 and beta-arrestin 1 as negative regulators of thyrotropin receptor-stimulated response.”. Mol. Endocrinol. 10 (9): 1138—46. PMID 8885248. doi:10.1210/me.10.9.1138.
- Bonaldo MF, Lennon G, Soares MB (1997). „Normalization and subtraction: two approaches to facilitate gene discovery.”. Genome Res. 6 (9): 791—806. PMID 8889548. doi:10.1101/gr.6.9.791.
- Goodman OB; Krupnick JG; Gurevich VV (1997). „Arrestin/clathrin interaction. Localization of the arrestin binding locus to the clathrin terminal domain.”. J. Biol. Chem. 272 (23): 15017—22. PMID 9169477. doi:10.1074/jbc.272.23.15017.
- Lin FT; Krueger KM; Kendall HE (1998). „Clathrin-mediated endocytosis of the beta-adrenergic receptor is regulated by phosphorylation/dephosphorylation of beta-arrestin1.”. J. Biol. Chem. 272 (49): 31051—7. PMID 9388255. doi:10.1074/jbc.272.49.31051.
- Aragay AM; Mellado M; Frade JM (1998). „Monocyte chemoattractant protein-1-induced CCR2B receptor desensitization mediated by the G protein-coupled receptor kinase 2.”. Proc. Natl. Acad. Sci. U.S.A. 95 (6): 2985—90. PMC 19681 . PMID 9501202. doi:10.1073/pnas.95.6.2985.
- ter Haar E, Musacchio A, Harrison SC, Kirchhausen T (1998). „Atomic structure of clathrin: a beta propeller terminal domain joins an alpha zigzag linker.”. Cell. 95 (4): 563—73. PMID 9827808. doi:10.1016/S0092-8674(00)81623-2.
- Luttrell LM; Ferguson SS; Daaka Y (1999). „Beta-arrestin-dependent formation of beta2 adrenergic receptor-Src protein kinase complexes.”. Science. 283 (5402): 655—61. PMID 9924018. doi:10.1126/science.283.5402.655.
- McDonald PH; Cote NL; Lin FT (1999). „Identification of NSF as a beta-arrestin1-binding protein. Implications for beta2-adrenergic receptor regulation.”. J. Biol. Chem. 274 (16): 10677—80. PMID 10196135. doi:10.1074/jbc.274.16.10677.
- Lin FT, Miller WE, Luttrell LM, Lefkowitz RJ (1999). „Feedback regulation of beta-arrestin1 function by extracellular signal-regulated kinases.”. J. Biol. Chem. 274 (23): 15971—4. PMID 10347142. doi:10.1074/jbc.274.23.15971.
- McConalogue K; Déry O; Lovett M (1999). „Substance P-induced trafficking of beta-arrestins. The role of beta-arrestins in endocytosis of the neurokinin-1 receptor.”. J. Biol. Chem. 274 (23): 16257—68. PMID 10347182. doi:10.1074/jbc.274.23.16257.
- Miller WE; Maudsley S; Ahn S (2000). „beta-arrestin1 interacts with the catalytic domain of the tyrosine kinase c-SRC. Role of beta-arrestin1-dependent targeting of c-SRC in receptor endocytosis.”. J. Biol. Chem. 275 (15): 11312—9. PMID 10753943. doi:10.1074/jbc.275.15.11312.
- Laporte SA; Oakley RH; Holt JA (2000). „The interaction of beta-arrestin with the AP-2 adaptor is required for the clustering of beta 2-adrenergic receptor into clathrin-coated pits.”. J. Biol. Chem. 275 (30): 23120—6. PMID 10770944. doi:10.1074/jbc.M002581200.
- Bennett TA, Maestas DC, Prossnitz ER (2000). „Arrestin binding to the G protein-coupled N-formyl peptide receptor is regulated by the conserved "DRY" sequence.”. J. Biol. Chem. 275 (32): 24590—4. PMID 10823817. doi:10.1074/jbc.C000314200.
- Shiina T, Kawasaki A, Nagao T, Kurose H (2000). „Interaction with beta-arrestin determines the difference in internalization behavor between beta1- and beta2-adrenergic receptors.”. J. Biol. Chem. 275 (37): 29082—90. PMID 10862778. doi:10.1074/jbc.M909757199.
- Barlic J; Andrews JD; Kelvin AA (2001). „Regulation of tyrosine kinase activation and granule release through beta-arrestin by CXCRI.”. Nat. Immunol. 1 (3): 227—33. PMID 10973280. doi:10.1038/79767.